# Beate Bayer
Beate Bayer (geboren 29. April 1956) ist eine deutsche Juristin. 2003 wurde sie zur Richterin an das Bundespatentgericht in München berufen.

## Beruflicher Werdegang
Bayer war Regierungsdirektorin, bis sie zum 14. April 2003 zur Richterin am Bundespatentgericht ernannt wurde. Zunächst arbeitet sie dort als Richterin kraft Auftrags, dann als Richterin. Einige Jahre war sie Mitglied eines Marken-Beschwerdesenats, ab 2010 rechtskundiges Mitglied eines technischen Beschwerdesenats, ab 2012 auch in einem Gebrauchsmuster-Beschwerdesenat und einem Beschwerdesenat für Sortenschutzsachen.